# Liga Metropolitana de Football
A Liga Metropolitana de Football (LMF), renomeada em fevereiro de 1907 para Liga Metropolitana de Sports Athleticos (LMSA), foi a primeira entidade criada pelos clubes de futebol da cidade do Rio de Janeiro para organizar o Campeonato Carioca.

## História
Devido a proliferação dos clubes de futebol e o prestígio alcançado entre a população local que começava a comparecer em massa aos campos de futebol, surge a necessidade de estruturar a realização dos jogos e organizar as competições entre os clubes do Rio de Janeiro e Niterói. A partir daí surge a ideia de se organizar uma Liga que pudesse, a exemplo da Paulista e Baiana promover um campeonato de futebol no Rio de Janeiro.
Com isso, iniciava uma campanha para a criação de uma liga de futebol carioca englobando Rio Cricket and Athletic Association, Fluminense Football Club, Football and Athletic Club, America Football Club, The Bangu Athetic Club, Botafogo Football Club, Sport Club Petrópolis e Paysandu Cricket Club. A iniciativa foi do Football and Athletic Club, criado por moradores do Andaraí e redondezas. O sucesso da campanha resultou na fundação, em 8 de julho de 1905, da Liga Metropolitana de Football com o presidente do The Bangu Athetic Club, José Villa Boas, sendo escolhido para presidente da LMF. A entidade acabou por alterar sua designação, em 18 de fevereiro de 1907, para Liga Metropolitana de Sports Athleticos, que veio a se extinguir ao final do campeonato do mesmo ano devido a disputas internas entre Botafogo e Fluminense sobre quem tinha sido o campeão carioca de 1907, após os dois clubes terminar o torneio empatados.
Outro fator que contribuiu para o fim da Liga foi o fato da Associação Athletica Internacional ter sido expulsa da Liga como punição ao seu abandono da competição e a sua consequente derrota por W.O. em 29 de setembro de 1907. Em solidariedade, Fluminense, Paysandu e Rio Cricket também se desligaram da entidade. Isso decretou o fim da entidade. Em 29 de fevereiro de 1908, Fluminense, Botafogo, America, Paysandu, Rio Cricket e Riachuelo fundaram uma nova Liga, com o mesmo nome (Liga Metropolitana de Sports Athleticos).

## Campeões da LMF/LMSA
- 1906: Fluminense
- 1907: Botafogo e Fluminense